# 国際沖縄小林流空手道連盟
国際沖縄小林流空手道連盟（こくさいおきなわしょうりんりゅうからてどうれんめい）は、沖縄小林流空手の団体である。
2012年に、沖縄県にて発足し現在はカナダのブリティッシュコロンビア州ビクトリアに事務局（事務長　喜久川政信九段範士）と沖縄に（会長　垣花恵春10段範士）を置き、沖縄空手道小林流の普及振興と同時に、継承保存交流、顕彰を目的としている空手の団体である。

## 特徴
沖縄小林流空手道の創始者知花朝信、の系列の流れを汲み、各会派に分かれた小林流を源とする世界中の小林流会派の連携を目的とする。
連盟では会派独自の活動を維持し、首里手の継承を保存、交流、振興をすすめて、同時に顕著な空手家の顕彰を目的とする。

## 保存型
- ピンアン（ピンアン初段〜五段）
- 内歩進、（初段〜三段）
- 抜塞、　小（糸洲）、大（多和田）
- 公相君、　小、大
- 鎮闘
- 五十四歩

## 国別加盟会派
日本（主に沖縄）、米国、カナダ、インド、スリランカ、オーストラリア、ギリシャ